# Simba Football Club
El Simba Football Club és un club de futbol ugandès de la ciutat de Lugazi. És el club de l'exèrcit del país. Fou un dels clubs dominants a Uganda als anys 70 i 80, quan la majoria de jugadors havien de servir a l'exèrcit.

## Palmarès
- Copa de Campions africana de futbol
  - Finalista el : 1972
- Lliga ugandesa de futbol:[2]
  - 1971, 1978
- Copa ugandesa de futbol:[3]
  - 1977, 2011

## Jugadors destacats
- Godfrey Wakaza